# Olios foxi
Olios foxi är en spindelart som beskrevs av Roewer 1951. Olios foxi ingår i släktet Olios och familjen jättekrabbspindlar. Inga underarter finns listade i Catalogue of Life.